# Trevor Ncala
Trevor Ncala (* 11. Dezember 1964) ist ein ehemaliger eswatinischer Schwimmer.

## Karriere
Ncala nahm erstmals 1984 an Olympischen Spielen teil. In Los Angeles startete er bei den Wettbewerben über 100 m Freistil, 200 m Freistil und 100 m Schmetterling. Dort erreichte er Platzierungen zwischen Rang 51 und 62 und kam somit nicht über die Vorläufe hinaus. Vier Jahre später war er ein zweites Mal Teilnehmer an Olympischen Spielen. In Seoul nahm der Swasi erneut an den Wettkämpfen über 100 m Freistil und 100 m Schmetterling teil – mit gleichem Resultat. Darüber hinaus war er bei den erstmals über 50 m Freistil ausgetragenen Wettkämpfen mit von der Partie. Hier erreichte er den 65. Rang. Für den Wettbewerb über 100 m Brust war der Schwimmer ebenfalls gemeldet, trat aber nicht an.